# Freud (cráter)

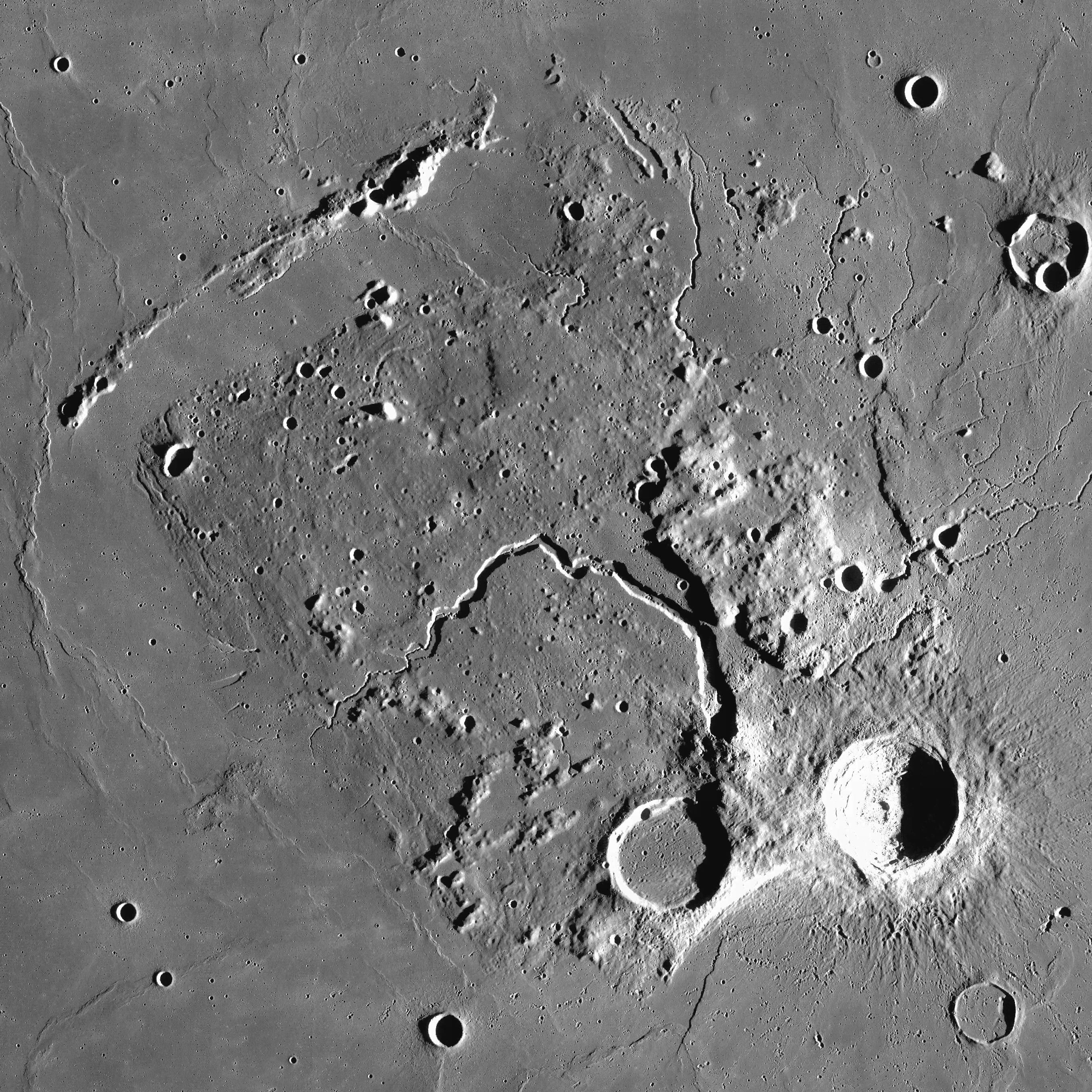
Fotografía de la misión
Lunar Reconnaissance Orbiter

Freud es un pequeño cráter de impacto que se encuentra en una meseta dentro de Oceanus Procellarum, en la parte noroeste del lado visible de la Luna. Está ubicado a unos pocos kilómetros al oeste de Vallis Schröteri, un valle largo y sinuoso que comienza en el norte del cráter Herodotus, y luego forma un meandro hacia el norte, luego hacia noroeste y finalmente hacia el suroeste, donde alcanza el borde del mar lunar, obtiene su nombre en conmemoración al psicoanalista Sigmund Freud dado que su fecha de fallecimiento fue muy cercana al descubrimiento del crater.
|  |
|  |